# ديستريسوفت
ديستريسوفت (بالفرنسية: Distrisoft) هي شركة رائدة في مجال توزيع الأجهزة والبرمجيات والخدمات ذات القيمة المضافة والاتصالات السلكية واللاسلكية في المغرب

## الملكية
| المساهم                         | نسبة المساهمة |
| ------------------------------- | ------------- |
| بورصة الدار البيضاء             | 19,70         |
| نجيب الحكيم بلمعشي              | 18,10         |
| كريم راضي بنجلون                | 18,10         |
| مشاريع الألفية                  | 15,93         |
| سهام للتأمين                    | 11,41         |
| الملكية الوطنية للتأمين         | 10,00         |
| مجموعة الحكم عبد اللطيف المالية | 5,03          |
| سعيد ركايبي                     | 1,30          |
| الآخرين                         | 0,43          |

## وصلات خارجية
- الموقع الرسمي للشركة نسخة محفوظة 6 نوفمبر 2009 على موقع واي باك مشين.